# 馬京達瑙大屠殺
馬京達瑙大屠殺於2009年11月23日，在菲律賓棉蘭老穆斯林自治區馬京達瑙省安帕圖安鎮發生。案發時，遇害者正在為現任布盧安鎮副鎮長伊斯馬爾·曼古達達圖（Esmael Mangudadatu）遞交參選馬京達瑙省省長的表格。曼古達達圖的競選對手是時任省長安達爾·安帕圖安（老安帕圖安）之子小安帕圖安。曼古達達圖的妻子、親屬、支持者、3名女律師、助選員、三十多名記者在這場屠殺中遇難。
1992年開始統計殉職記者數目的保護記者委員會發表聲明，指這場屠殺為最多記者被殺害的一日，32名記者證實喪生。

## 2010年省長選舉
屠殺案發生後，曼古達達圖繼續參加省長選舉，並於2010年選舉中擊敗小安帕圖安當選。

## 起訴及審訊
時任省長老安帕圖安等共197人在事後被起訴，由於案件審訊過程緩慢，至2015年11月仍未有任何人被法庭定罪，而被指是主謀的老安帕圖安已於2015年中病逝。